# Repräsentantenhaus von New Mexico

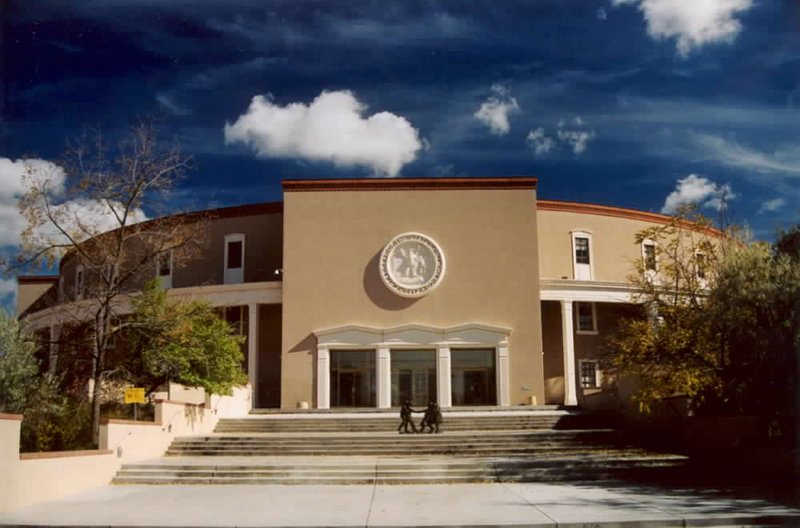
New Mexico State Capitol

Das Repräsentantenhaus von New Mexico (New Mexico House of Representatives) ist das Unterhaus der New Mexico Legislature, der Legislative des US-Bundesstaates New Mexico.
Die Parlamentskammer setzt sich aus 70 Abgeordneten zusammen, die jeweils einen Wahldistrikt repräsentieren. Jede dieser festgelegten Einheiten umfasst eine Zahl von durchschnittlich 25.980 Einwohnern. Die Abgeordneten werden jeweils für zweijährige Amtszeiten gewählt. Der Sitzungssaal des Repräsentantenhauses befindet sich gemeinsam mit dem Staatssenat im New Mexico State Capitol in der Hauptstadt Santa Fe.

## Struktur der Kammer
Vorsitzender des Repräsentantenhauses ist der Speaker of the House. Er wird zunächst von der Mehrheitsfraktion der Kammer gewählt, ehe die Bestätigung durch das gesamte Parlament folgt. Der Speaker ist auch für den Ablauf der Gesetzgebung verantwortlich und überwacht die Abstellungen in die verschiedenen Ausschüsse.
Weitere wichtige Amtsinhaber sind der Mehrheitsführer (Majority leader) und der Oppositionsführer (Minority leader), die von den jeweiligen Fraktionen gewählt werden.

### Zusammensetzung
| Partei | Partei                 | Abgeordnete |
| ------ | ---------------------- | ----------- |
|        | Demokratische Partei   | 36          |
|        | Republikanische Partei | 33          |
|        | parteilos              | 1           |
| Summe  | Summe                  | 70          |

### Wichtige Mitglieder
| Position                            | Name             | Partei       |
| ----------------------------------- | ---------------- | ------------ |
| Speaker                             | Ben Luján        | Demokrat     |
| Mehrheitsführer / Majority Leader   | W. Ken Martinez  | Demokrat     |
| Oppositionsführer / Minority Leader | Thomas C. Taylor | Republikaner |